# گریس ملونی
گریس ملونی (انگلیسی: Grace Molony؛ زادهٔ ۱۹۹۵/۱۹۹۶) بازیگر اهل بریتانیا است که بیشتر بابت ایفای نقش ملکه اگنس سوئد در مجموعه تلویزیونی کبیر شناخته می‌شود. وی از سال ۲۰۱۷ میلادی تاکنون مشغول فعالیت بوده است. ملونی فارغ‌التحصیل آکادمی موسیقی و هنرهای نمایشی لندن است.